# ولسوالی سپین‌بولدک
سپین‌بولدک شهر مرزی است که در جنوب ولایت قندهار افغانستان در شمال کویته پاکستان واقع‌ شده‌است. این شهر درست در کنار خط دیورند مرز با پاکستان موقعیت دارد. سپین‌بولدک دومین گذرگاه ورود عمده میان افغانستان و پاکستان است؛ که طرف پاکستان را بنام چمن و طرف افغانستان را سپین بولدک می‌گویند. این دو بندر راه عمده حمل بین دو کشور همسایه‌ است. حملات انتحاری در ژانویه ۲۰۰۶، در یک موتر‌سیکلت منجر به کشته شدن حداقل ۲۰ نفر و زخمی‌شدن ۲۰ نفر دیگر شد. بمب‌گذاری که در فوریه ۲۰۰۸ صورت گرفت منجر به کشته شدن ۳۸ افغان و مجروح شدن چندین سربازان کانادایی گردید.
در آوریل ۲۰۱۰، سه برادرزاده فرماندار سابق ولسوالی سپین بولدک، حاجی فیض الدین، به سنین ۱۵، ۱۳ و ۱۲ ساله، در یک بمب گذاری کشته شدند. بمب متصل به یک خر بود که در مقابل خانه فرماندار سابق به پاسگاه رهبری از راه دور توسط ریموت‌کنترل منفجر شد. دراین بمب گذاری حاجی‌فیض‌الدین سالم دو تماشاگران و دو پلیس زخم برداشتند. جمعیت آن در سال ۲۰۰۶ میلادی، ۴۱۰۰۰ نفر اعلام شده‌است.

## راه آهن
در سال ۱۸۹۱ دولت بریتانیا خواست سیستم راه آهن هندوستان را گسترش دهند که بر دلایل سیاسی نتوانست این سیستم را در داخل افغانستان گسترش دهند. در حال حاضر راه آهن پاکستان از شهر مرزی چمن از طریق تونل خوجک از راه قلعه عبداله گذشته الی سپن بولدک توقف نموده‌است. اسپین بولدک، افغانستان کمتر از ۱۰ کیلومتر از چمن پاکستان فاصله دارد
در طول قرن گذشته، پیشنهاد برای گسترش راه آهن چمن به دولت افغانستان از طریق سپین بولدک صورت گرفت است. این پیشنهادها به پایه تکمیل نرسیده‌است. در جولای ۲۰۱۰، پاکستان و افغانستان تفاهم نامه را غرض توسعه راه آهن به امضا رسانیدند. این راه‌آهن کشور افغانستان، ایران، ترکمنستان، تاجکستان، ازبکستان و چین را به‌هم وصل می‌سازد. راه مذکور تاکنون ۲۷ اکتبر ۲۰۱۲به پایه اکمال نرسیده‌است.